# HMS Maori (F24)
Lo HMS Maori (pennant number F24, poi cambiato in G24) fu un cacciatorpediniere della Royal Navy britannica appartenente alla classe Tribal, entrato in servizio nel gennaio del 1939.
Allo scoppio della seconda guerra mondiale il Maori operò nel teatro del Mare del Nord e nelle acque delle isole britanniche, prendendo parte alla campagna di Norvegia e alla caccia alla Bismarck. Trasferito nel teatro del mar Mediterraneo nel luglio 1941, il cacciatorpediniere partecipò a svariate azioni come l'operazione Substance, la battaglia di Capo Bon e la prima battaglia della Sirte; il 12 febbraio 1942, mentre era fermo in porto a La Valletta, il Maori fu centrato in pieno da una bomba durante un'incursione aerea nemica e affondò al suo posto d'ormeggio.

## Storia

### Entrata in servizio e prime operazioni
Ordinata ai cantieri della Fairfield Shipbuilding and Engineering Company di Govan il 10 marzo 1936, la nave fu impostata il 6 luglio dello stesso anno e quindi varata il 2 settembre 1937 con il nome di Maori in onore dell'omonimo popolo tribale della Nuova Zelanda, seconda unità della Royal Navy a portare questo nome. Entrata in servizio il 2 gennaio 1939, dopo aver completato le prime prove nelle acque di casa all'inizio di febbraio la nave si trasferì a Malta entrando in servizio, insieme al gemello HMS Cossack, con la 4th Destroyer Flotilla della Mediterranean Fleet. Il Maori trascorse quindi gli ultimi mesi del periodo interbellico dispiegato nel mar Mediterraneo, conducendo manovre di esercitazione al largo di Malta ed Alessandria d'Egitto e compiendo una visita nel porto di Istanbul in agosto.
Allo scoppio della seconda guerra mondiale nel settembre 1939 il Maori condusse missioni di contrasto la contrabbando a favore dei tedeschi nel Mediterraneo, per poi rientrare nel Regno Unito in ottobre per venire dispiegato nel teatro bellico del Mare del Nord. Impegnato in missioni di scorta al traffico mercantile britannico e di pattugliamento per intercettare violatori di blocco tedeschi, il 30 novembre il Maori e il cacciatorpediniere HMS Inglefield furono inviati a soccorrere il sommergibile HMS Triad, rimasto senza propulsione nel bel mezzo di una tempesta al largo della costa della Norvegia: il sommergibile fu trainato al sicuro a Stavanger, e quindi riportato nel Regno Unito all'inizio di dicembre con la scorta dei due cacciatorpediniere. Le missioni nel Mare del Nord continuarono fino al 2 febbraio 1940, quando il Maori fu messo in cantiere a Govan per riparare vari problemi all'apparato motore nonché falle apertesi nei serbatoi di acqua delle caldaie (un problema comune alle unità classe Tribal), oltre che per sottoporsi a interventi di demagnetizzazione dello scafo.

### Campagna di Norvegia e caccia allaBismarck
La nave tornò in servizio all'inizio di aprile, venendo subito inviata nella base di Scapa Flow per unirsi alla Home Fleet e prendere parte alla campagna di Norvegia. Il cacciatorpediniere scortò quindi le formazioni da battaglia britanniche al largo delle coste norvegesi, oltre che fornire supporto ai reparti sbarcati a Namsos nella Norvegia centrale; il 2 maggio, mentre partecipava all'evacuazione delle truppe alleate da Namsos, il Maori fu sottoposto ad attacchi aerei della Luftwaffe tedesca: due bombe esplosero nelle vicinanze dell'unità, e la pioggia di schegge causò vari danni allo scafo, alla sovrastruttura e ai fumaioli oltre a venti feriti tra i membri dell'equipaggio, cinque dei quali morirono nei giorni seguenti. Il cacciatorpediniere rientrò quella sera stessa nel Regno Unito e tra il 7 e il 20 maggio svolse lavori di riparazione nel cantiere della Grayson Rollo and Clover Docks di Bootle.
Al rientro in servizio la nave svolse compiti di scorta e pattugliamento con le unità della Home Fleet nelle acque a settentrione della Gran Bretagna: in particolare, il 5 giugno il Maori ispezionò le coste dell'Islanda alla ricerca di navi tedesche, mentre il 20 giugno bloccò alle Fær Øer una flottiglia di quattro cacciatorpediniere appena acquistati dalla Svezia in Italia e in fase di trasferimento verso le basi svedesi. Il 13 ottobre il Maori e i cacciatorpediniere Cossack, HMS Ashanti e HMS Sikh compirono un'infruttuosa incursione contro il traffico navale tedesco nella zona di Egersund in Norvegia; il 16 ottobre seguente invece, mentre compiva una missione di sminamento nelle acque dell'estuario del Tyne in coppia con i cacciatorpediniere Ashanti e HMS Fame, il Maori e i suoi due compagni finirono con l'incagliarsi nel basso fondale, anche se la nave riportò solo pochi danni che furono velocemente riparati nei cantieri di Newcastle upon Tyne tra dicembre 1940 e gennaio 1941. Nel corso dei lavori l'armamento antiaereo dell'unità venne potenziato.
Il Maori trascorse i primi mesi del 1941 impegnato in missioni di routine con la Home Fleet nelle acque britanniche. Inviato a svolgere operazioni di scorta al traffico mercantile nella zona degli approcci occidentali alle isole britanniche, il 22 maggio il Maori salpò dal Firth of Clyde di scorta al convoglio WS8B diretto nell'Oceano Indiano, ma il 25 maggio seguente fu distaccato per prendere parte alla caccia alla nave da battaglia tedesca Bismarck penetrata in Atlantico da nord; il 27 maggio, in squadra con i cacciatorpediniere Cossack e HMS Zulu, il Maori partecipò quindi alla battaglia finale con la corazzata tedesca, ai danni della quale lanciò vari siluri. Il cacciatorpediniere prese quindi parte nei mesi seguenti a varie missioni di scorta al traffico mercantile in partenza e in arrivo nella Gran Bretagna.

### Azioni nel Mediterraneo

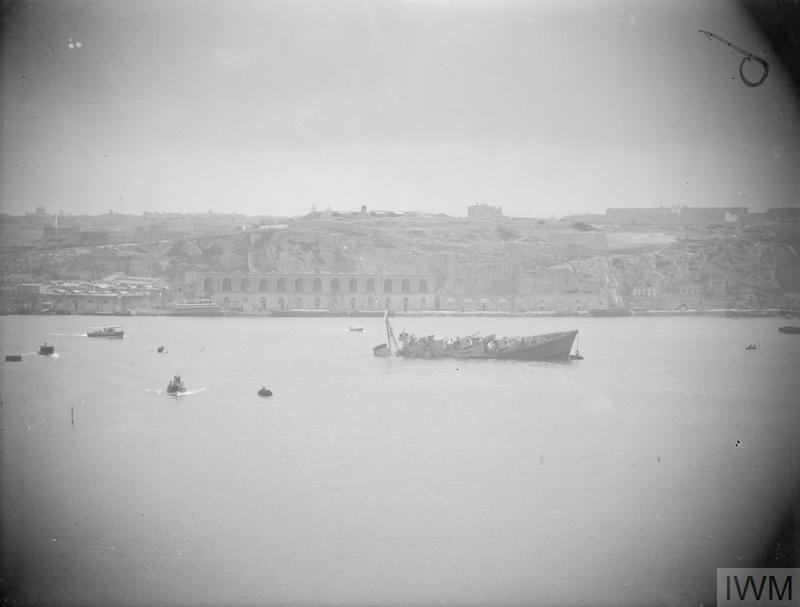
Il relitto del Maori fotografato poche ore dopo il suo affondamento nel porto di La Valletta

L'11 luglio 1941 il Maori si unì a un vasto scaglione di unità da battaglia della Home Fleet salpate dal Forth of Clyde di scorta a un convoglio di rifornimenti diretto a Malta, tagliata fuori e assediata dalle forze dell'Asse. L'azione (operazione Substance) diede luogo a vari scontri aeronavali con le forze italiane tra il 22 e il 24 luglio, da cui il Maori uscì indenne; rientrato a Gibilterra il 28 luglio, il 1º agosto seguente partecipò a un'incursione aeronavale della Force H contro la Sardegna bombardando il porto di Alghero in coppia con il cacciatorpediniere Cossack, per poi rientrare nel Regno Unito il 22 agosto per svolgere lavori di manutenzione e potenziamento dell'armamento antiaereo presso i Royal Docks di Londra protrattisi fino al 31 ottobre seguente.
All'inizio di dicembre il Maori tornò a Gibilterra, venendo assegnato in forza alla 14th Destroyer Flotilla della Force H per operare nel bacino del Mediterraneo; il 13 dicembre 1941, in squadra con i cacciatorpediniere Sikh, HMS Legion e Hr. Ms. Isaac Sweers (olandese), il Maori partecipò alla battaglia di Capo Bon al largo delle coste della Tunisia, nel corso della quale gli incrociatori italiani Alberto di Giussano e Alberico da Barbiano furono silurati e affondati. Dopo lo scontro il cacciatorpediniere raggiunse La Valletta per unirsi brevemente alla Force K, formazione di superficie della Royal Navy schierata a Malta per operare contro i convogli dell'Asse diretti in Libia; il 17 dicembre il Maori fu quindi presente alla prima battaglia della Sirte, per poi raggiungere Alessandria il 18 dicembre seguente.
Il 16 gennaio 1942 il cacciatorpediniere fu assegnato alla scorta del convoglio MF3 diretto da Alessandria a La Valletta, dove arrivò il 19 gennaio; il Maori tornò quindi in forza alla Force K di Malta, continuando con le missioni di scorta ai convogli di rifornimento per l'isola tra la fine di gennaio e l'inizio di febbraio. Alle 02:00 del 12 febbraio, mentre si trovava ancorato nel Porto Grande di La Valletta, il Maori fu raggiunto da bombe sganciate durante un'incursione aerea dell'Asse sul porto: un ordigno centrò in pieno la sala macchine e il deposito siluri, causando una catastrofica esplosione che affondò l'unità al suo posto d'ormeggio. Visto che l'equipaggio fuori servizio dormiva a terra in rifugi protetti, solo un uomo della ciurma rimase ucciso nell'esplosione; la sezione di prua del cacciatorpediniere rimase fuori dall'acqua, e i pezzi d'artiglieria delle torri anteriori furono quindi recuperati per essere impiegati nelle difese a terra del porto. Il relitto, che interferiva con la navigazione, fu riportato a galla alla fine del 1942 e quindi nuovamente affondato al largo di Sliema; a guerra finita, il 5 luglio 1945 la carcassa della nave fu nuovamente riportata a galla e quindi affondata in acque profonde lontano dal porto.